# 羅馬尼亞石油工業

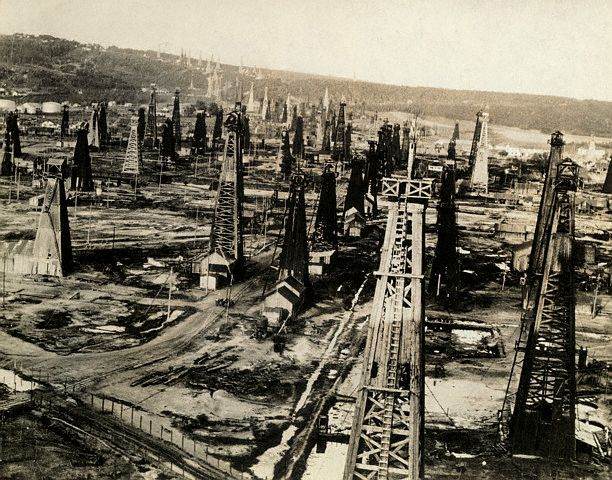
1920年代的羅馬尼亞鑽油井

羅馬尼亞石油工業是指於羅馬尼亞境內出產的石油與其相關工業。羅馬尼亞自19世紀年中發現了石油，工業革命後，政府利用國外企業的投資開發，成了該國重要的經濟產業，也是曾是歐洲最大的產油區。在20世紀的兩次世界大戰中，羅馬尼亞因為石油而成為雙方交戰的爭奪目標，特別是德國。產量在冷戰時期70年代達到了高峰，隨後開始因為油田枯竭，羅馬尼亞石油產量一度下降到需要進口的程度，到現代產量已可出口至歐洲各國。

## 起源

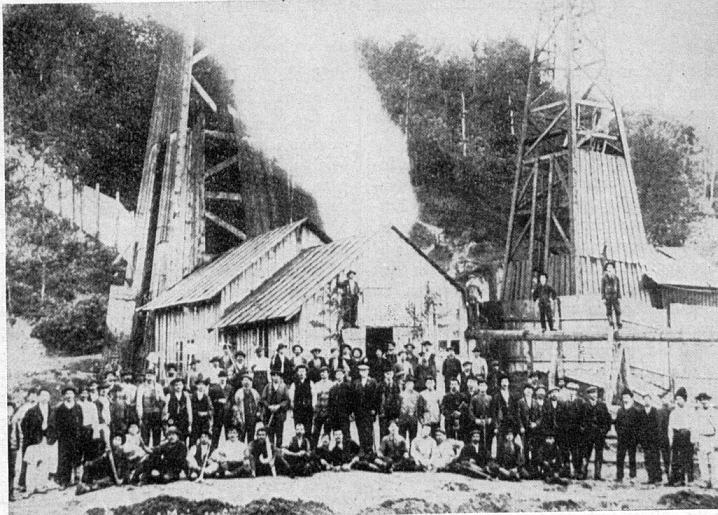
1906年，位於羅馬尼亞的卡皮納-莫雷尼（Campina-Moreni）公司與它的石油鑽井設備

羅馬尼亞自19世紀中發現了石油，當時羅馬尼亞人還主要以農業作為生計，而國家資本儲備少。1840年，寇斯（N·Choss）和海穆森（M·Heimsohn）引進羅馬尼亞第一種採油設備。1854年，羅馬尼亞油田的原油提煉仍於基礎階段，不但以人力打井採油，對於世界石油生產所佔份量也不重。直到19世紀後期，羅馬尼亞的工業仍主要以國外投資來發展。1895年，羅馬尼亞政府立法管轄石油產業。1857年，加拿大在安大略省成功開鑿了第一口油井，同年又於當地建了煉油廠。1861年，羅馬尼亞有了第一口鑽地油井（深達150公尺，木螺鑽式），然而直到1916年時羅馬尼亞的工業僅有六分之一是國內資本所投資，工業發展資本有限，無法大量更換其生產方式，直到20世紀初期才開始大量採用石油鑽井平台。羅馬尼亞的油田主要分佈於外西凡尼亞阿爾卑斯山附近，而政府選擇位在多瑙河支流附近，也處於多條公路交界處的普洛耶什蒂作為煉油工業區，其北部的坎皮納地區（Campina）也是重要的產油區。
羅馬尼亞政府所擁有的資金並不多，對於國家工業建設有很大一部份來自向外國政府貸款或向民間企業吸引投資，其中以英國最先投資，其後是德國。1907年，羅馬尼亞對外舉債總額為57,20萬英鎊，其中德國就佔了30,776,880英鎊，約53.8％。德國對羅馬尼亞石油投資甚多；1903年，原由奧匈帝國所投資的羅馬尼亞國有公司斯帝亞·羅馬納公司（Steaua Romana）因為金融困境而被迪斯康特-蓋塞爾凱特公司（Diskonto-Gesel-Ischaft）合併，其後該公司又被轉讓給德國石油公司（Deutsche Petroleum）。德國石油公司主要投資者為德國各家銀行，在獲得羅馬尼亞石油公司控制權後，投入了更多資金開採並生產。到了1914年，37％的羅馬尼亞石油投資源於德國，而英國僅付出30％的總投資金額於羅馬尼亞石油工業（主要是皇家荷蘭公司和盎格魯-波斯公司），美國标准石油也於1908年普洛耶什蒂建立了一家當時最大的煉油廠。除了原油開採外，其他礦產的開發和也相繼成立，如羅馬尼亞在1913年有了第一個天然氣生產廠，其他的潤滑油、石蠟油和凡士林等也陸續生產，並由普洛耶什蒂經長達150哩的輸油管送到黑海的康斯坦察出口。石油貿易的年收入（一半是出口）有200萬英鎊，而年產量則約有100萬噸以上，各國石油公司的利潤也要上交1％給羅馬尼亞政府。

## 第一次世界大戰

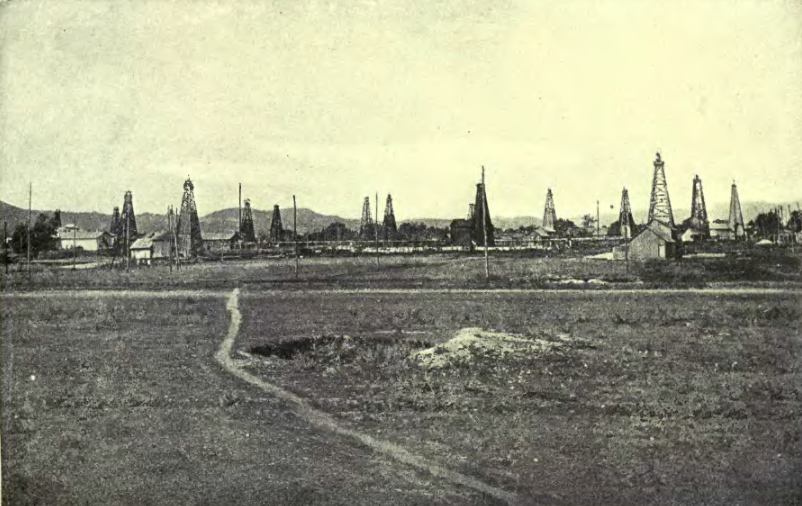
1918年，位於羅馬尼亞的卡皮納（Câmpina）的石油鑽井場

第一次世界大戰初期，羅馬尼亞掌握了全歐洲最大的石油產地（俄羅斯的阿塞拜疆高加索油田對外的石油輸出有技術性問題）。主要交戰國的德國也是羅馬尼亞石油的客戶，戰前德國93％的原油自外國進口，其中美國就佔了一半，而進口自羅馬尼亞僅有10％。然而美國與同盟國之間關係越來越差，有著石油斷源的可能，德國便將石油來源放在軍事能力弱、距離不遠且產量豐富的羅馬尼亞上。羅馬尼亞對於曾佔領過自己國土的土耳其與有過領土糾紛的保加利亞和俄羅斯懷有戒心，宣佈中立，並不向交戰雙方出口汽油與原油。起初一年，德國和奧國還曾私下以高價購買石油，但不久因為戰事的擴大與延長，石油大量囤積，羅馬尼亞只得出口。因為出口石油，羅馬尼亞又獲得新的煉油設備，用於加工更多原油。德奧兩國想以商品換取羅馬尼亞的石油產品，但羅馬尼亞堅持付現金，其中德國被迫以每噸40英鎊購買汽油。這種作法令德國越來越不滿，到了1915年，奧國已收回被俄國佔領的加里西亞（Galicia）油田，但每月僅生產5萬噸石油，滿足不了德奧兩國的需要，但羅馬尼亞光普洛耶什蒂在當時就有月產量150萬噸原油，其中25％提煉成汽油。
為了遠離戰爭，羅馬尼亞在外交上一直嚴謹地奉行中立，但在1916年俄國6月的勃鲁希洛夫攻势取得勝利、英軍向索姆進攻和義大利佔領了提羅爾后，羅馬尼亞認為戰爭勝利已在協約國一方，為了以後的外交地位和利益（協約國同意將在戰後把巴納特、蒂薩河以南至普魯特河的匈牙利平原劃給羅馬尼亞）加入了戰爭，對奧匈帝國宣戰，而德國、土耳其和保加利亞也對羅馬尼亞宣戰。戰況非羅馬尼亞所設想的發展，俄國和義大利的進攻先後被瓦解，而德國將領法金漢和奥古斯特·冯·马肯森先後擊潰了羅馬尼亞軍，繳獲佔領區大量石油，並持續推進，打算將更多石油運回德國。為了阻止德國，英國打算摧毀羅馬尼亞的煉油設施，並允諾會賠償。當時飛機技術不發達，無法用於轟炸，於是就派遣一特派員約翰·格里芬斯（John Griffiths）負責此任務。他藉當地油田的英國工人和爆破專家的幫助，有組織地摧毀工廠、煉油塔和油井。當马肯森領軍佔領布加勒斯特時，當地油田已成燃燒的廢墟，石油設施直接損失5600萬英鎊。在格里芬斯完成任務後18個月的1918年中，德國也僅恢復該區15％的生產能力。
羅馬尼亞軍戰敗後迅速撤退至北方，之後因為十月革命和《布列斯特-立陶夫斯克條約》導致俄國退出戰爭，羅馬尼亞頓時孤立無援，與同盟國簽署了《布加勒斯特合約》，退出戰爭，大部分武器交給同盟國與租借油田給德國90年。德國汰換了羅馬尼亞老舊的石油設施，並進行高效能管理，也控制了石油價格和徵收稅賦，每出口1噸石油產品和原油，羅馬尼亞政府僅能分得15便士。1918年11月11日，德國因為內部革命而投降，第一次世界大戰結束。《布加勒斯特合約》的規例在《凡爾賽條約》中作廢，羅馬尼亞國土和人口也擴增了一倍。斯帝亞·羅馬納公司被分給各戰勝國，羅馬尼亞分到50％的資產。

## 戰間期
| 年份         | 1929 | 1936 | 1938 |
| 產量（萬噸） | 500  | 800  | 650  |

一戰後的羅馬尼亞經濟凋敝、土地與產業體系混亂，向外國大量借貸，保住石油工業的命脈，1923年時羅馬尼亞共有63家煉油廠。政治上，羅馬尼亞出現了法西斯主義的鐵衛軍（Iron Guard）和共產黨，德國的武力展現令羅馬尼亞感到威脅，便向國際孤立的蘇聯重新建交，同時也與德國簽訂互不侵犯條約。1930年代，羅馬尼亞石油工業快速發展，外國於此相繼成立的新石油產業公司引進了更多技術，如1931年的電法測井，使其工業逐漸現代化；同時，德國在羅馬尼亞已有很高的金融地位，還有各貿易協定的簽訂，使羅馬尼亞在經濟上越來越依附德國，英法兩國為減緩德國對羅馬尼亞的影響力也跟著簽訂貿易協定。1935年，德國自羅馬尼亞購買60萬噸石油，為該國最大客戶，法國對此也決定每年購入75萬噸石油。羅馬尼亞的石油發展同一戰前相同，繫於國外企業的投資，羅馬尼亞境內有150個石油企業，1450萬英鎊的投資裡只有9.7％為國內投資；1939年，39.3％的羅馬尼亞進口產品來自德國，32.3％產品出口至德國。羅馬尼亞成為了歐洲僅次於蘇聯最大的產油國，位居世界第6位。政治上，羅馬尼亞雖然偏向英法兩國，但在經濟上卻繫於德國。羅馬尼亞在1940年面临蘇聯和匈牙利等國提出的領土要求，領土的喪失令卡羅爾二世在政客及國家壓力下退位。扬·安东内斯库在9月5日由卡羅爾二世任命為新首相，他其後取消憲法，解散了國會並驅逐了卡洛爾二世，改立米哈伊一世並獲得了絕對的權利，羅馬尼亞的政治就與軸心國保持密切聯繫。

## 第二次世界大戰
| 年份               | 1938    | 1941    | 1942    |
| 石油總出口量（噸） | 4494762 | 4072306 | 3373542 |
| 銷往德國總量（噸） | 999240  | 2919580 | 2191659 |

1938年8月，根據英國估計，德國所有進口石油為425萬噸，而戰爭時期則需要雙倍來維持，而羅馬尼亞的產量則有970萬噸。1939年9月，英國政府決定搶在德國之前購買羅馬尼亞剩餘的石油庫存，但羅馬尼亞與英國商議許久，最後以高於波斯灣油價50％的價格分批賣給了英國，但到1939年年底，因為德國官方的壓力，羅馬尼亞限制對外的石油出口，此計畫因此失敗，在多次試著以和平解決無效後，英國開始嘗試如一戰，炸毀羅馬尼亞油田的戰略。第二次世界大戰初期，德國的裝甲部隊以閃擊戰橫掃西歐，而其機械化部隊需要非常大量的石油來維持，德國進一步與羅馬尼亞發展關係。
羅馬尼亞於1940年9月請求德國保護重要企業，讓德軍駐於羅馬尼亞境內。1940年11月23日，羅馬尼亞加入了軸心國，其石油工業也很快地納進德國控制之下，德國以一家名為「大陸」（Kontinentale）的公司，控制被徵用的外國公司，以及鐵路運輸和多瑙河水運也被德軍所接管。1941年1月，羅馬尼亞駐有50萬德軍。4月，希臘戰役，轴心国佔領克里特島以拔除可能自上面起飛轟炸羅馬尼亞油田的英國空軍基地。6月，巴巴羅薩作戰德軍入侵蘇聯後，羅馬尼亞也隨德軍進攻，而被擊潰的蘇聯空軍也對羅馬尼亞發起過幾次凌亂的空襲，如7月14日，6架蘇聯轟炸機炸毀了部份油輪和煉油廠，給德國造成100萬美元的經濟損失。
羅馬尼亞和德國為再防此事發生，對煉油廠進行偽裝工事和增強不少防空火力。1942年，羅馬尼亞國內頒布新的石油法規，更加嚴謹的管理；同年後期，英國空軍估計羅馬尼亞每年生產原油量有520萬噸（比實際值略低），其中80％原油是由普洛耶什蒂的6座煉油廠所提煉。英國則相繼在中東與埃及地區計畫空襲，之後與美國合作，發起了大型空襲作戰：海嘯作戰。雖然該空襲造成不小的破壞，但並未取得決定性的勝利；1943年7月，羅馬尼亞提煉了41萬噸原油，空襲後的8月降到了26萬噸，但9月隨即上升到43萬噸，10月則44萬噸，轟炸效果不高，德軍以相當快的速度恢復了生產。直到盟軍轉守為攻，佔領了義大利南部後才經常對羅馬尼亞進行較為有效的轟炸。蘇聯也在1944年秋發起雅西-奇西瑙攻勢，佔領羅馬尼亞，切斷了德國石油來源。

## 冷戰
戰後，蘇聯於羅馬尼亞建立共產黨政權，為羅馬尼亞人民共和國。以蘇聯資金修復戰爭中油田受到的破壞，並在1948年建立了國有企業佩多里費拉·莫登尼亞（Petrolifera Muntenia）公司，大力發展羅馬尼亞的石油產業。1949年，羅馬尼亞有了第一座丁提亞（Tintea）結構的鑽油井，深達2800至3100公尺。在持續現代化的同時，羅馬尼亞也在探勘更多石油，還建立完全由國家控制的石化工業研究人員和加工體制。1957年，羅馬尼亞特別設置了石油博物館，以紀念開採石油的100週年。1975年建造了第一座海上自升式鑽井平台，在黑海大陸架上進行勘探，為全球僅有10個擁有海上鑽井平台的國家之一。1976年羅馬尼亞石油產量達到高峰，但之後產量開始下降，國家裡200多個油田開始枯竭，儘管加速探勘計畫，鑽井深度達8千至1萬公尺，但石油日產量仍從1976年的308萬桶降到1986年的227萬桶。也因為投入巨資但產量下降，損失近90萬美金，羅馬尼亞自己還要進口國外的石油。1986年，羅馬尼亞進口25億立方公尺的天然氣；1988年，國內原油產量已下降至940萬噸，還要以食物和鑽井設備向蘇聯換取原油。

## 現代
1989年，羅馬尼亞共產黨政權被推翻，總統尼古拉·齐奥塞斯库被槍決。1991年，蘇聯解體，外資大量流進羅馬尼亞。2002年，羅馬尼亞國內生產了600萬噸原油，60萬立方公尺的天然氣。2002年至2010年估計共生產了5200萬噸原油和480萬立方公尺的天然氣。在目前歐洲市場上，因為主要對手的俄羅斯因為管線運費較高，羅馬尼亞享有競爭優勢。目前擁有10個煉油廠，2005年，羅馬尼亞國內消耗約530萬噸燃料；估計2007年，羅馬尼亞境內擁有儲量7400萬噸的原油，而將在13年內用盡（即2020年）。
| 年份             | 2006  | 2005  | 2004  | 2003  | 2002  | 2001  | 2000  | 1999 | 1998  | 1997  |
| ---------------- | ----- | ----- | ----- | ----- | ----- | ----- | ----- | ---- | ----- | ----- |
| 產量 （百 萬噸） | 5.000 | 5.200 | 5.541 | 5.650 | 5.702 | 5.810 | 6.029 | 6132 | 6.300 | 6.501 |

## 資料來源
1. ↑  150 years of oil in Romania » History 的存檔，存档日期2011-09-02.
2. 1 2 3 4 5 6 7  .   [2010-03-06]. （原始内容存档于2019-09-16）.
3. ↑  『轟炸普洛什特油田』，John Sweetman著，星光出版社，第15頁。
4. ↑  『轟炸普洛什特油田』，第17頁
5. ↑  『轟炸普洛什特油田』，第19頁
6. 1 2 3  『轟炸普洛什特油田』，第20頁
7. 1 2 3  『轟炸普洛什特油田』，第21頁
8. 1 2 3 4  『轟炸普洛什特油田』，第23頁
9. 1 2  『轟炸普洛什特油田』，第27頁
10. ↑  『轟炸普洛什特油田』，第29頁
11. 1 2 3  『轟炸普洛什特油田』，第37頁
12. 1 2  『轟炸普洛什特油田』，第80頁
13. ↑  
Stout, Jay A. . November 2003: 318  [2009-02-04]. （原始内容存档于2010-06-22）.
14. ↑  Dugan, James; Stewart, Carroll. .   [2009-03-26]. （原始内容 (html--Google books)存档于2021-03-08）.
15. ↑  『轟炸普洛什特油田』，第44頁
16. ↑  『轟炸普洛什特油田』，第40頁
17. ↑  『轟炸普洛什特油田』，第58頁
18. ↑  tbd. .[永久]
19. ↑  『轟炸普洛什特油田』，第182頁
20. ↑  Western Axis Subcommittee.  (PDF). Enemy Oil Committee. August 1943  [2009-03-21]. （原始内容 (pdf)存档于2009-03-27）.
21. 1 2 3  .   [2010-03-06]. （原始内容存档于2013-10-11）.
22. 1 2  Oil Industry in Romania 的存檔，存档日期2009-12-29.
23. ↑  Petrolul, o afacere de sase la suta din PIB （页面存档备份，存于）, 21 Noiembrie 2005, wall-street.ro, accesat la 25 februarie 2010
24. ↑  Adevarul: Consumul de energie scade[永久], Accesat la 25 martie 2009